# 安達臣道發展計劃

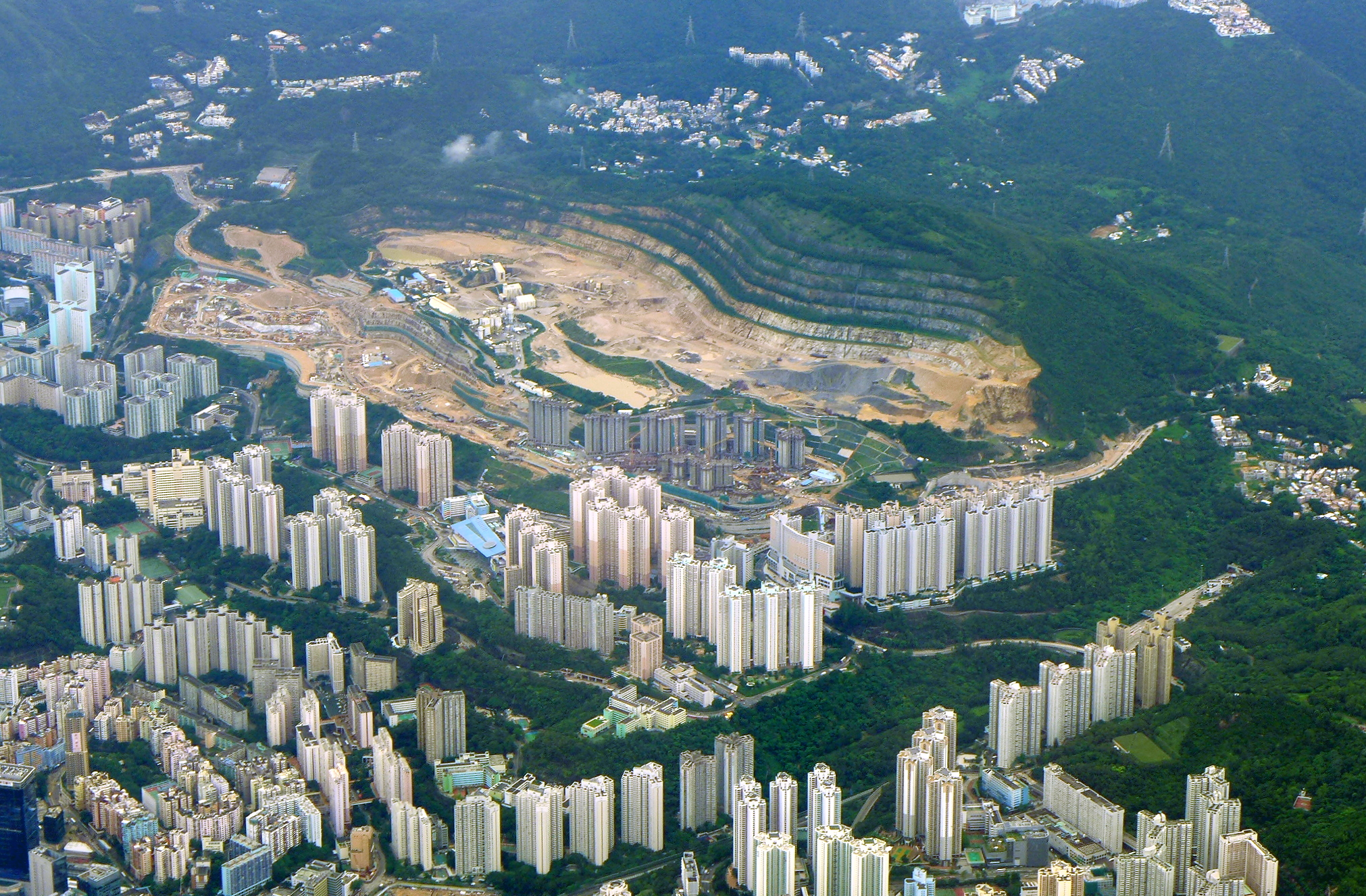
安達臣道石礦場舊址南面正在興建公共房屋安達邨（攝於2014年）

《安達臣道發展計劃》（英語：Development at Anderson Road）是香港政府於觀塘區安達臣道西側大上托山腰下方所推行的大型房屋土地平整項目，涉及約20公頃的建築地台。基本工程於2008年1月31日展開，於2011年至2013年分階段完成；相關基礎建設工程則於2015年年中完成。其中6公頃土地已經交予房屋署投資逾26億港元用以興建公共屋邨。整個計劃由房屋署總建築師設計，共興建22幢公屋（包括南面的安達邨11幢及北面的安泰邨11幢）、社區設施（包括學校及安秀道公園等）等等，合共提供16,100個住宅單位。安達邨已於2016年中入伙；安泰邨於2017年8月開始入伙，於2018年全數入伙。在兩條屋邨落成以後，秀茂坪的地理定義擴大至此區域。

## 歷史
政府在1996年，制訂了《1996年全港發展策略檢討》，當中安達臣道發展計劃獲選為其中一個後備建屋地點，以滿足21世紀初的房屋需求。兩年後，土木工程署正式就此計劃進行環境影響評估，並制訂了發展藍圖，而當時此項目預計在2009年完成。
然而，由於亞洲金融風暴導致樓市下瀉，此計劃因而押後到2008年才動工，並在2015年完成，較原訂完工時間延遲了6年。

## 位置

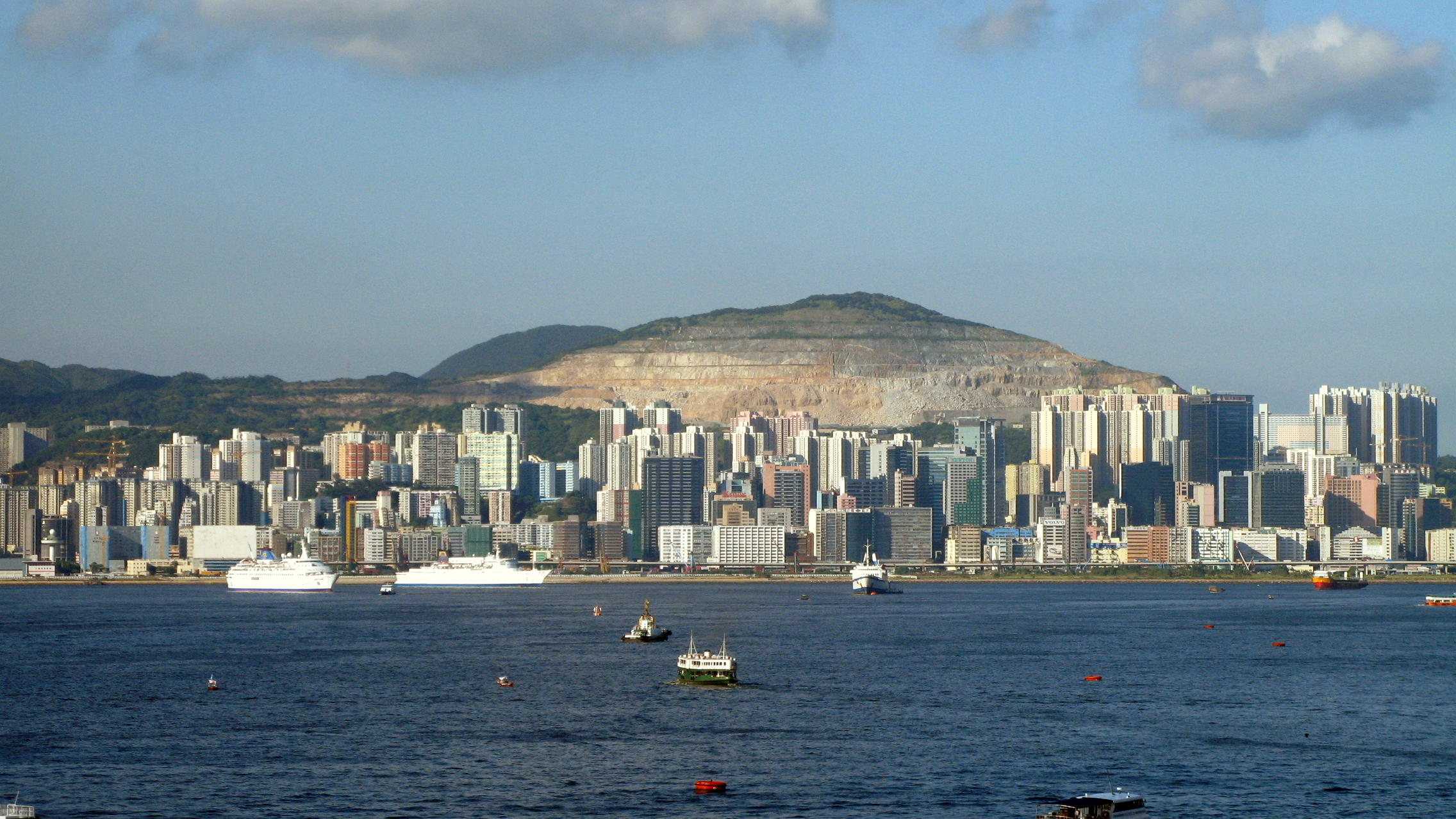
光禿禿之山腰就是安達臣道石礦場，其山腰下方將平整地台以發展《安達臣道發展計劃》（攝於2007年）

安達臣道位於九龍以東的大上托前安達臣道石礦場西南面的山腰，座落於新界及新九龍交界線上面，亦是觀塘區與西貢區的分界線，經過茶寮坳、秀茂坪、馬游塘、翠林及寶琳等地。安達臣道由順利邨對上、清水灣道與新清水灣道交接之處開始，向東南伸延至井欄樹，然後於秀茂坪邨對上位置向東走，最後於馬游塘連接寶琳路。
《安達臣道發展計劃》在秀茂坪邨以北斜坡，安達臣道石礦場西南面現觀塘區範圍，沿安達臣道一帶的山坡進行爆石及土地平整工程，提供建築地台作安達臣道公共房屋發展計劃之用。而爆破產生的石材，則直接送往鄰近的安達臣道石礦場，並磨製成為混凝土及瀝青。

### 鄰近
- 順利天主教中學
- 觀塘官立中學
- 順緻苑
- 順利邨
- 順安邨
- 順天邨
- 秀茂坪南邨
- 秀茂坪邨
- 寶達邨
- 前安達臣道石礦場（《安達臣道石礦場發展計劃》用地）
- 觀塘

## 計劃內容

### 基礎設施及土地平整工程

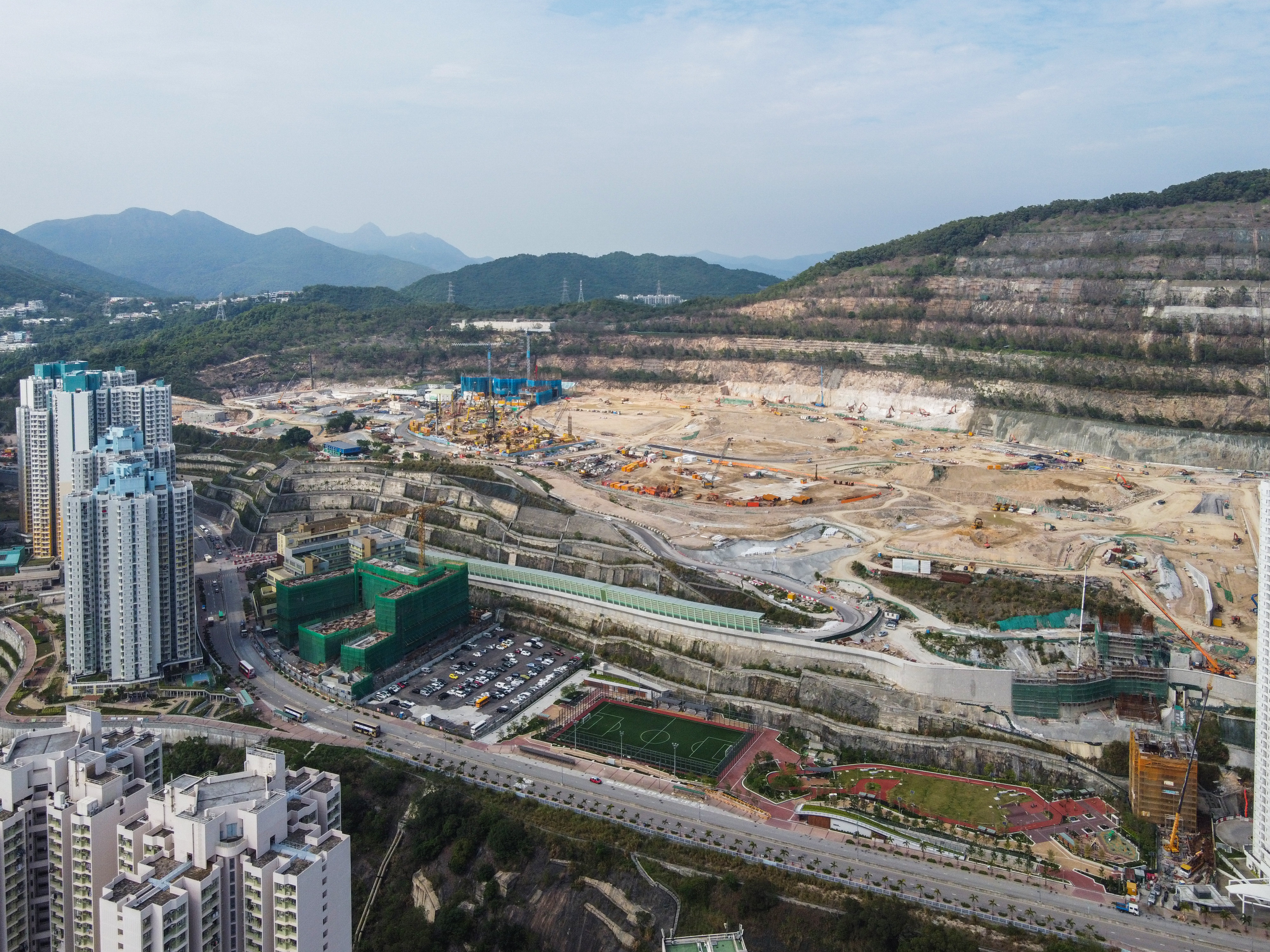
航拍發展中的安達臣道發展項目，上方的安達臣道石礦場興建中的住宅為安峯（2021年）

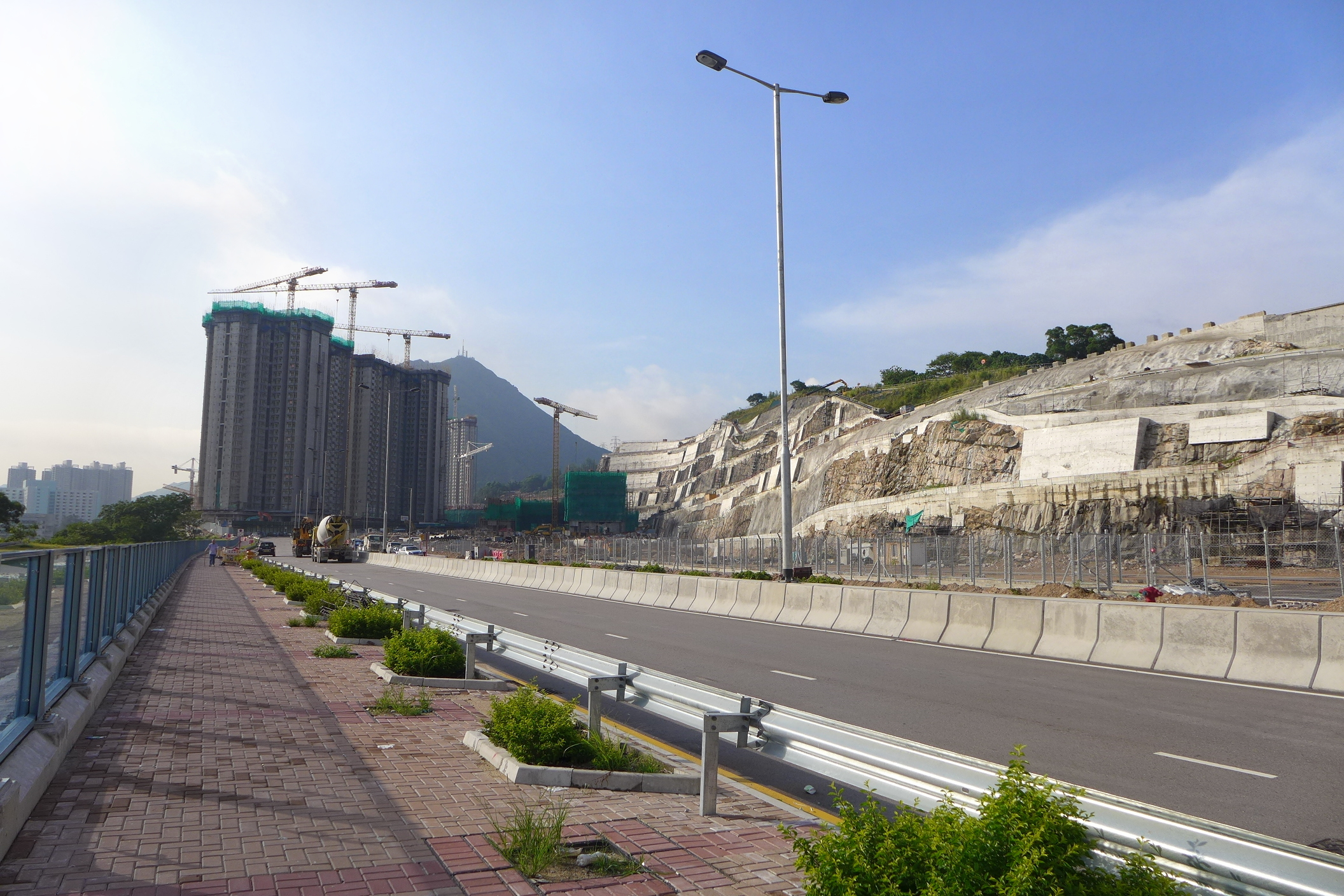
安秀道（2016年）

工程於2008年起由土木工程拓展署展開，中國建築承建，涉資29億港元，包括一連串的基礎設施及土地平整工程：
- 平整約20公頃的建築地台，另外進行相關的斜坡和擋土牆工程（《安達臣道發展計劃》為香港近年來最大型的房屋土地平整項目，需要進行約1,800次爆石工程，至2012年8月23日完成了約1,400次）；
- 建築道路，包括相關的行人路和道路交界處改善工程（共三條道路，包括安秀道、安翠街及安茵街，另有兩條預留道路連接《安達臣道石礦場發展計劃》用地；然而最後僅使用了北面預留道路[6]，而該道路已於2021年5月尾命名為安健道）；
- 興建行車天橋、行人天橋和行人隧道；
- 進行渠務和污水收集系統工程，包括一座地底蓄洪池；
- 進行環境美化工程；
- 就上述工程實施紓減對環境影響的措施，包括執行環境監察及審核計劃等等。
- 斜坡及擋土牆工程

相關基礎設施及土地平整工程於2015年年中完成。

### 發展用地
安達臣道發展計劃平整工程分為南、北兩區，涉及約20公頃的建築地台，提供5幅土地作安達臣道公共房屋發展計劃、5幅土地作政府、機構及社區用途。平整工程分階段於2011年至2013年完成，分期交予房屋署興建公屋單位。當中南爆石區的6公頃土地於2011年10月交予房屋署興建公屋。

#### 北發展屋邨（安泰邨）

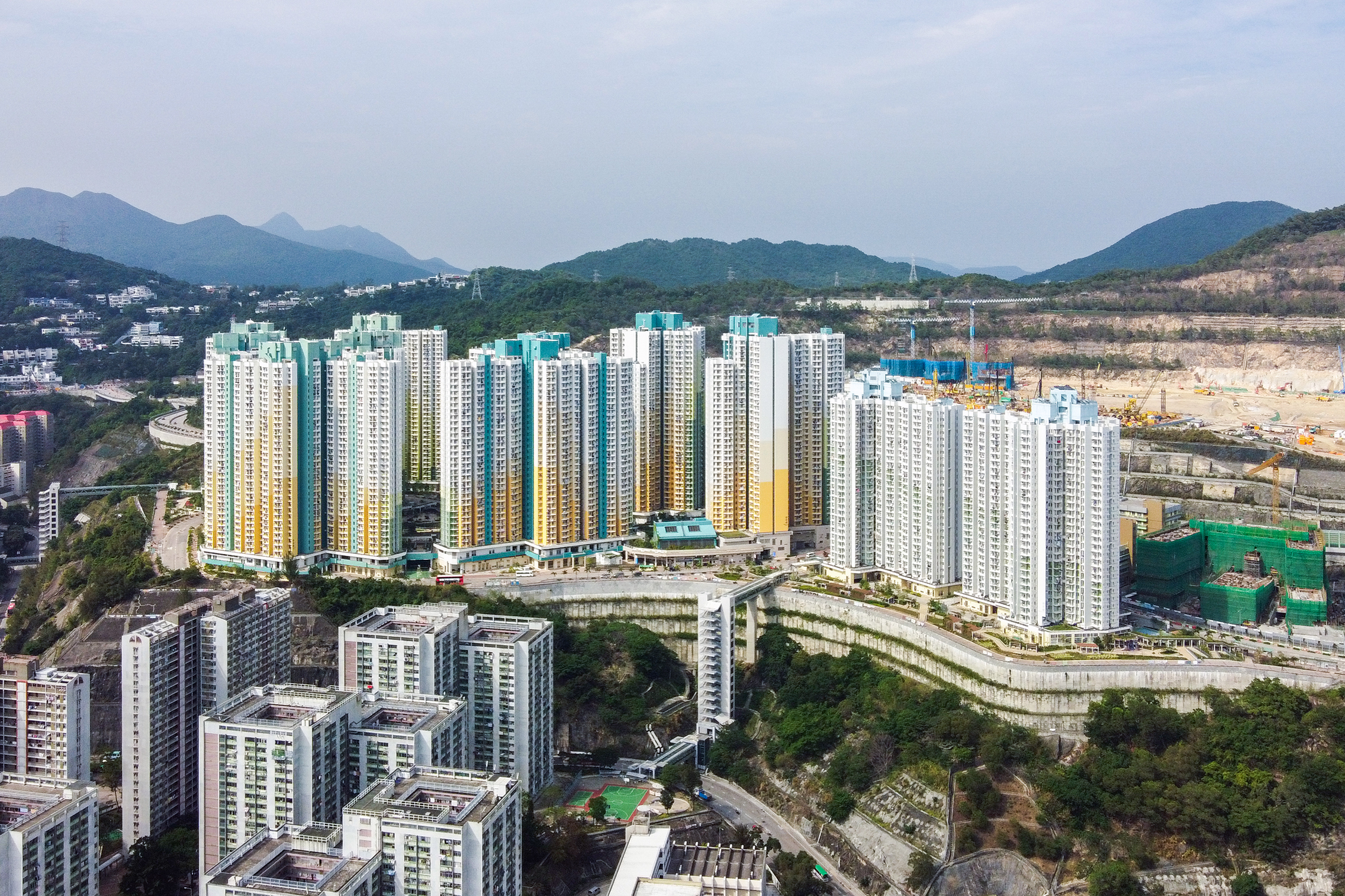
安泰邨（攝於2021年4月）

按照1998年的最初方案，安泰邨用地原擬用作興建私人住宅。但是，由於發展計劃押後動工，加上公屋需求殷切，此用地最後改作興建出租公屋。
2011年，概念草圖計劃興建12座樓高30層的公屋，提供8,400個單位供23,600人居住。其中中央地盤B的2棟公屋將建於兩層高的平台上，兩層高的平台設有零售及停車場設施。
工程在2012年年底展開，最終興建樓宇數目減少一座至11座，部份樓宇高度有所提升。安泰邨由2017年6月至2018年7月分階段入伙。

#### 南發展屋邨（安達邨）

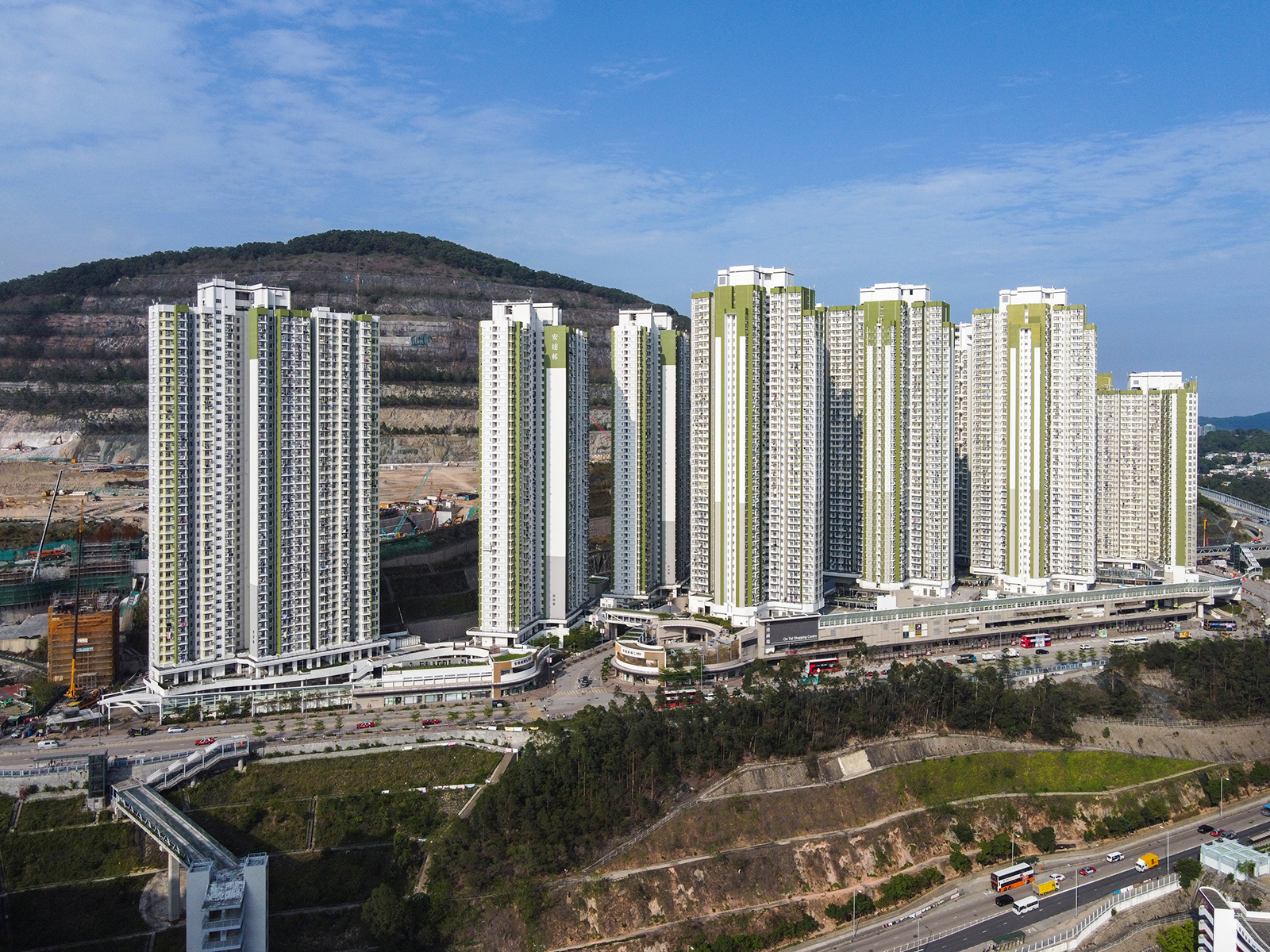
安達邨

按照1998年的最早期發展方案，安達邨位置將興建一個包括19幢新版新十字型大廈的居屋屋苑，但因發展計劃押後動工，以及房屋政策改變而不了了之。
2010年，原來的概念草圖計劃興建11座樓高40層的公屋，提供9,170個單位供24,700人居住。其中南面地盤D的4棟公屋將建於兩層高的平台上，兩層高的平台設有零售及停車場設施。
2012年年初，房屋署因應公屋輪候冊申請人數高企，決定增加公屋樓高以提高單位供應。原來北面地盤E的7棟樓高40層的公屋將改為2幢40層高、3幢41層及2幢45層高的公屋。樓高45層公屋將成為繼牛頭角下邨後本港罕有需要預留避火層的摩天公屋，提供9,356單位23387人居住，調高樓層數目將可增加單位約100個。工程在2011年年底展開，於2016年年中落成。

#### 建校用地
安達臣道發展計劃一共提供四幅建校用地（原訂為五幅，最後其中一幅中學用地後來改為安泰邨服務設施大樓，以及預留診所用地），分別供觀塘區內1所中學（瑪利諾中學）及3所小學（聖公會聖約翰曾肇添小學、香港道教聯合會雲泉學校及迦密梁省德學校）遷校之用。然而，首座小學要到2019年才落成，而中學更要到2022年才完工，無法配合兩條屋邨的入伙期。

#### 休憩用地

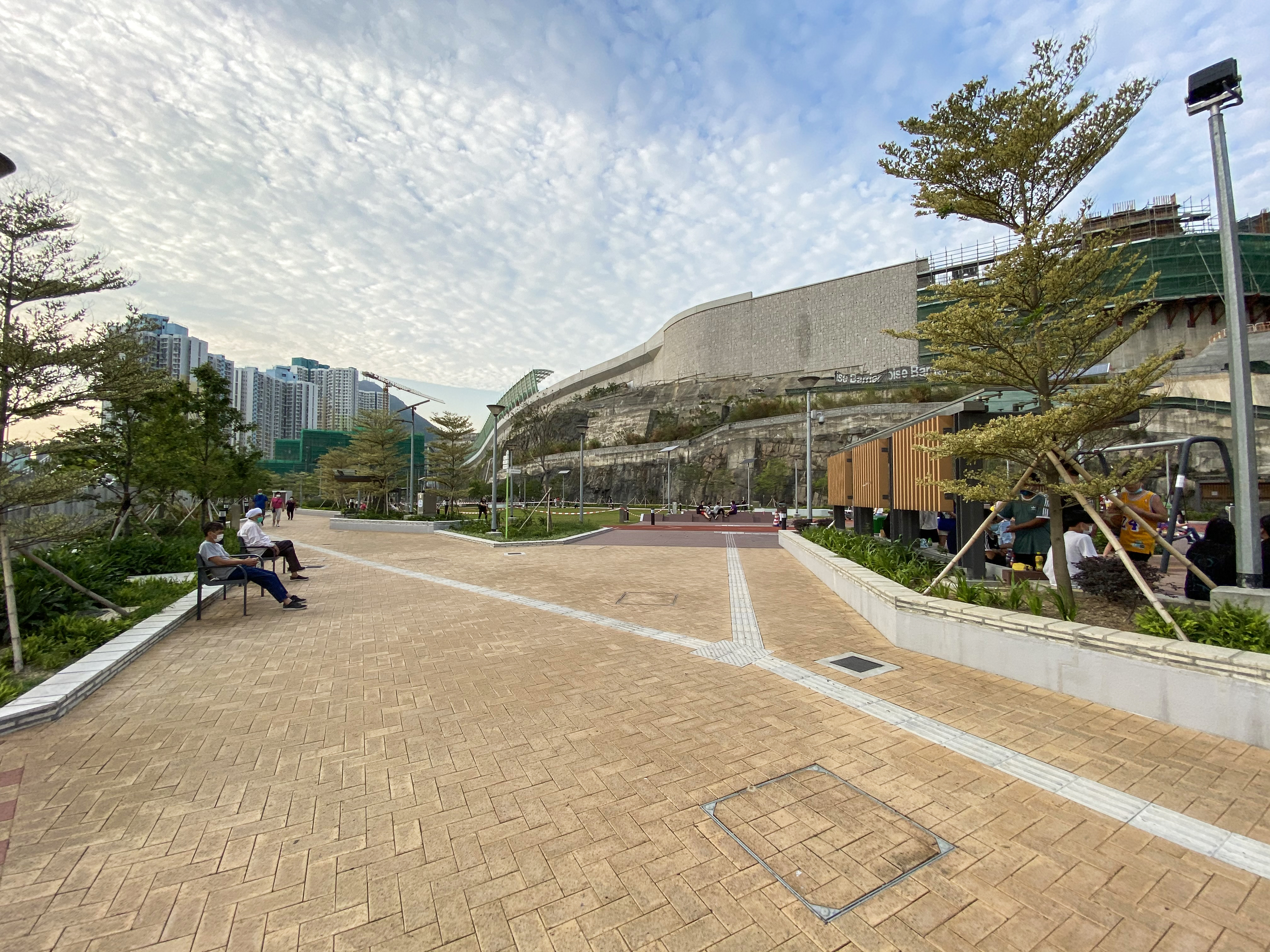
安秀道公園

安秀道公園建於此計劃用地中部的蓄洪池上方，設有足球場、兒童遊樂場等設施，由房委會代建，已於2020年尾交付並啟用。

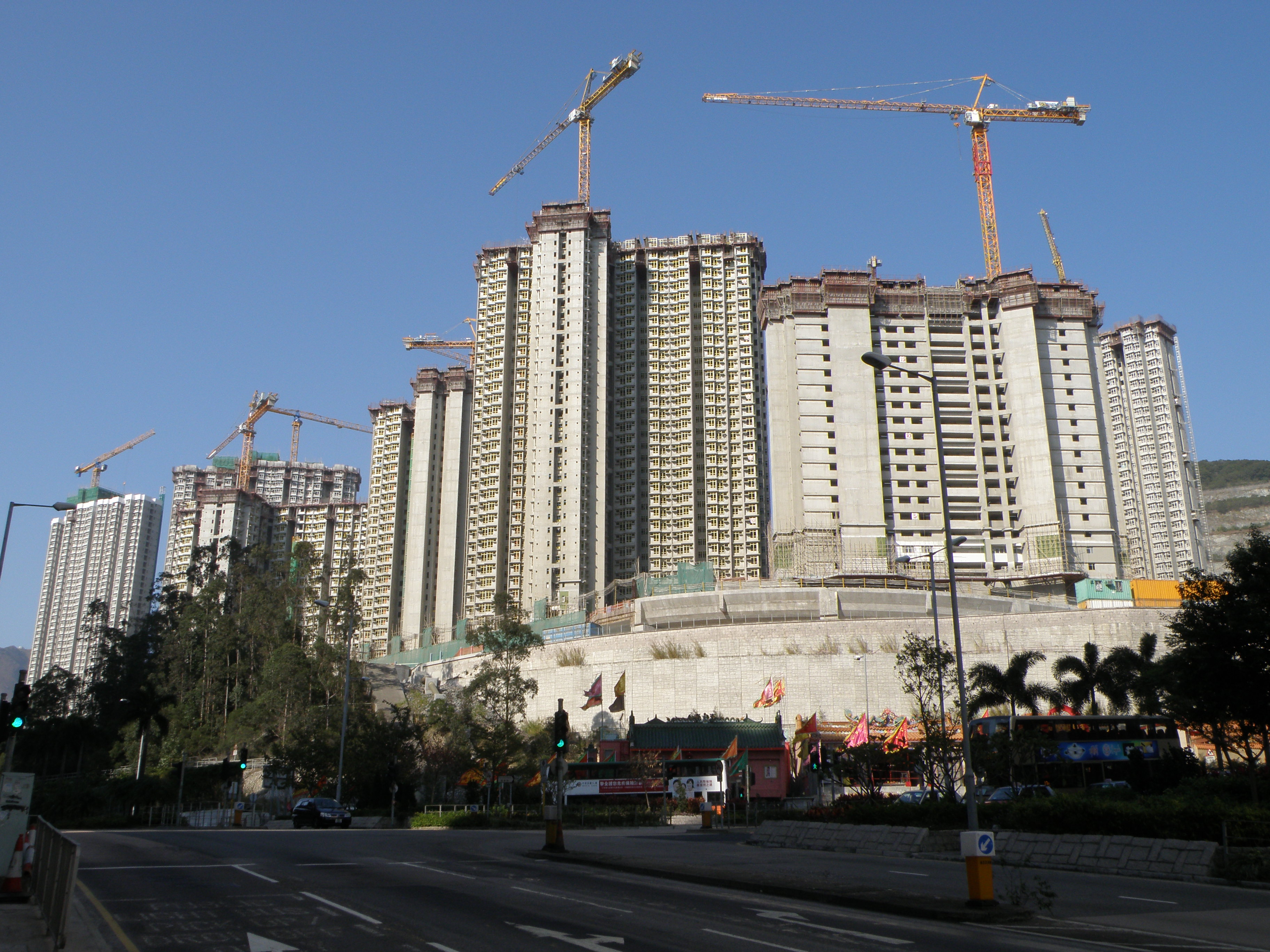
建築中的安達邨（攝於2015年1月）
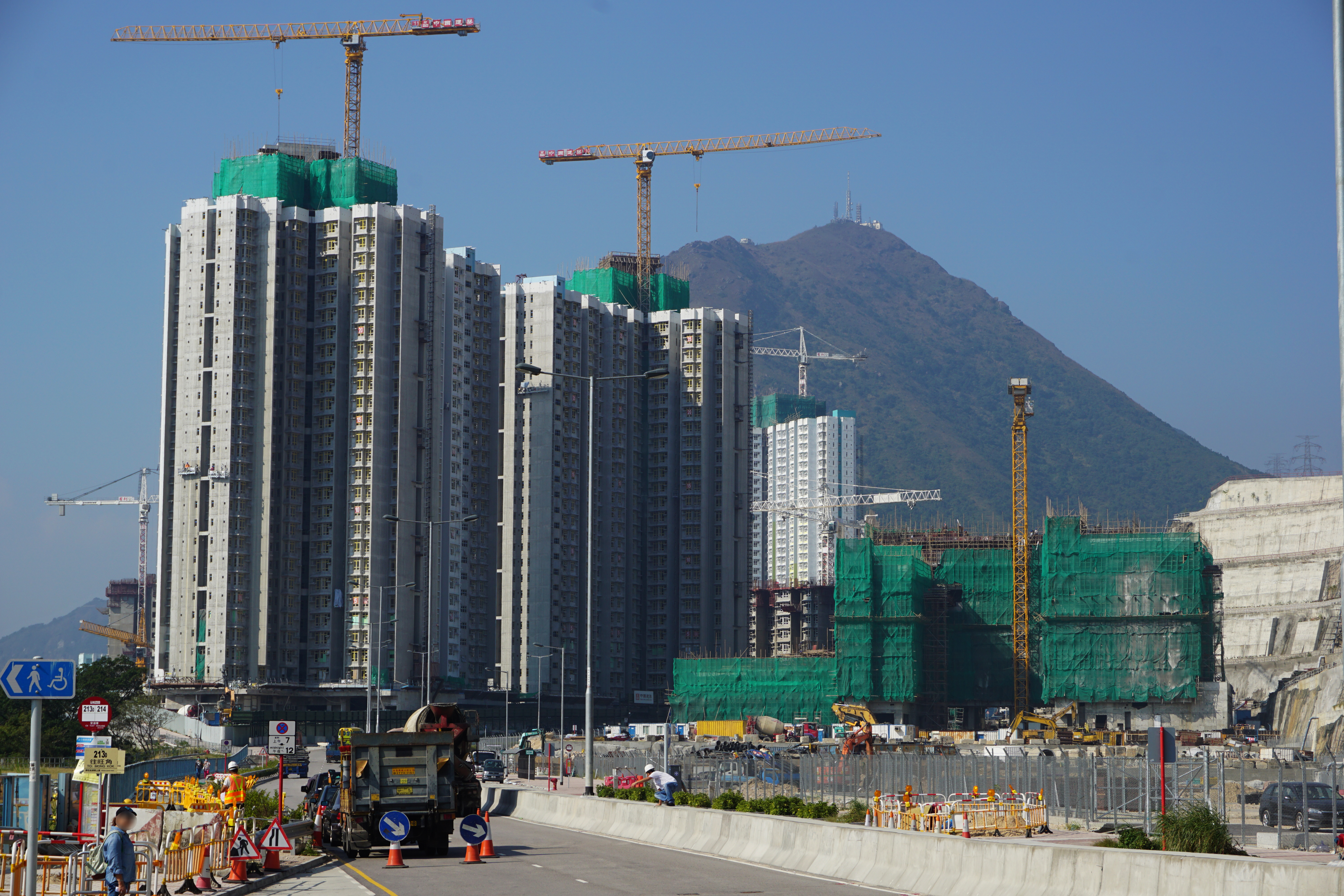
建築中的安泰邨（攝於2016年11月）
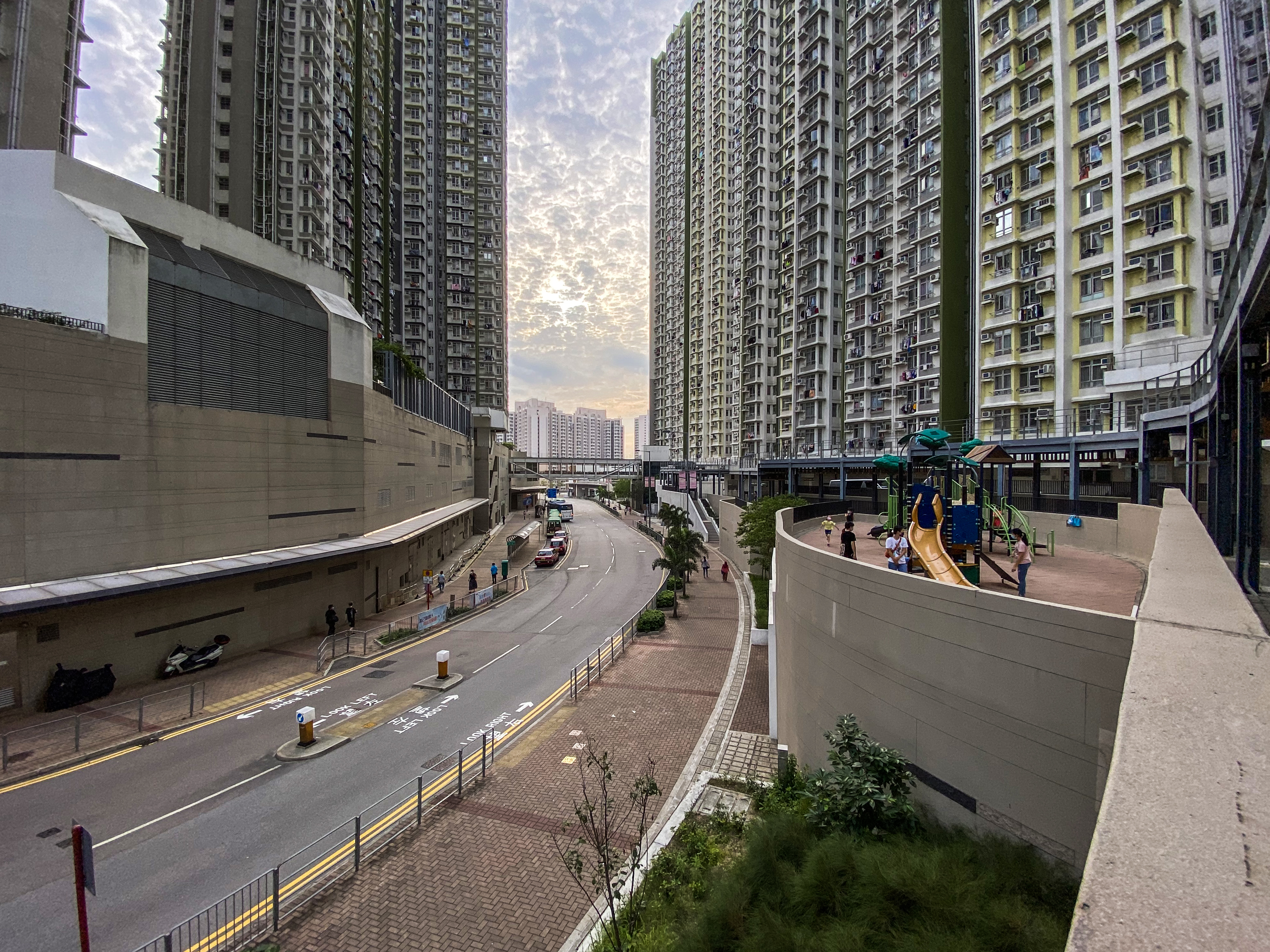
安翠街（攝於2021年4月）
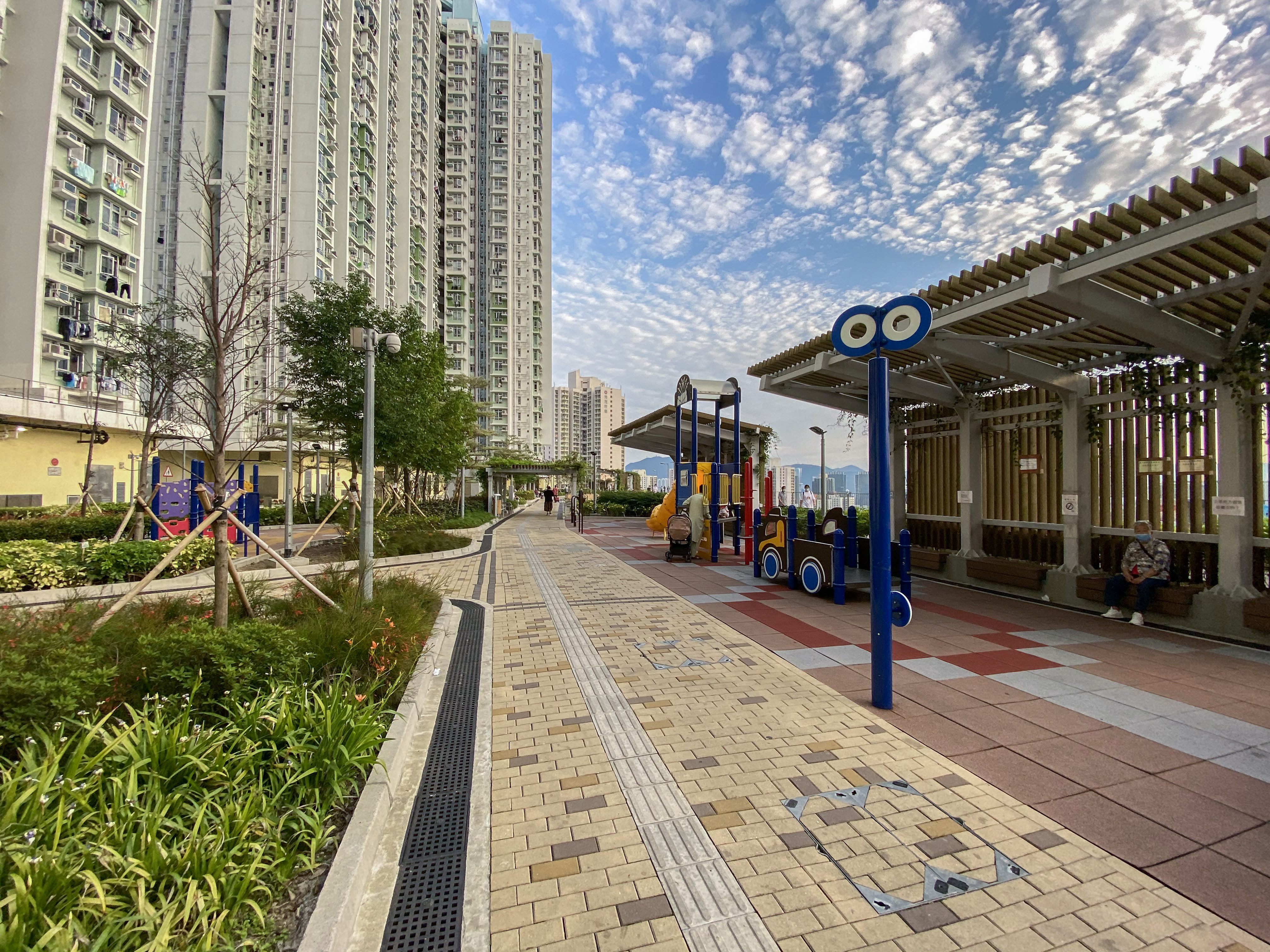
安泰邨休憩空間（攝於2021年4月）

## 沿革
面對公共屋邨輪候冊上的申請人數突破160,000，房屋署決定增加公共屋邨的發展密度及樓宇高度以增加單位的數量；計劃中罕有地包括兩幢樓高45層的摩天公共屋邨。由於此種樓宇需要增加設立中層避火層，故此其所需要設計的安全標準亦會比較其他建築物為高，建築成本亦會比較其他一般公共屋邨多出5至6%。房屋署承認為了善用土地資源，日後會於其他合適的公共屋邨興建樓高40層或者以上的摩天公共屋邨。房屋署發言人表示，原來計劃在上述項目的地盤興建7幢樓高40層的公共屋邨，之後再稍為調節個別樓宇的樓層層級，以增加公共屋邨住宅單位的供應；7幢樓宇將會更改成為兩幢樓高40層、3幢樓高41層及兩幢樓高45層。《安達臣道發展計劃》是繼早前房屋署於牛頭角下邨興建包括兩幢樓高48層和1幢樓高46層的公共屋邨後，再一次有新公共屋邨的地盤用來興建樓高逾41層的摩天公共屋邨。
因應安達臣道石礦場發展區未來人口將會逾7萬人，勢將會加劇對區內交通的需求。安達臣道發展將會提供20公頃用地作為出租公屋，可容納48,300人，而安達臣道石礦場場內亦會興建逾8,000個住宅單位，可容納23,000人。規劃署於經過評估後，提出了一系列的多項措施以紓緩區內的交通壓力，包括在安達臣道訂立5項路口改善措施、增加設立行人天橋連同升降機及自動電梯等，加強安達臣道與觀塘市中心的聯繫；藉此完善區內的道路網絡及公共交通服務，鼓勵居民多使用公共交通工具（包括港鐵），以減少擬議發展所可能產生的交通負荷。此外，規劃署亦建議於交通飽和的秀茂坪道、連德道及將軍澳道路口，興建一條新的行車天橋；並且擴闊連德道康華苑及新清水灣道近順利邨道一段，以增加車流量。與此同時，觀塘區議會交通及運輸委員會於2012年9月27日舉行會議討論，因應安達臣道石礦場發展而所帶來的交通問題。

## 交通
運輸署初時計劃開辦兩條專線小巴及六條巴士路線服務安達臣道發展區，當中除213D、213X直接交由九巴營運外，其餘均屬招標路線，最終4條招標巴士路線均由九巴中標，即六條建議巴士路線均由九巴營運。
除了上述路線外，九巴亦將290X改經安秀道及增設回程服務，成為安達臣道發展區首條直達新界西巴士路線，其後更獲提升至每天全日服務；與此同時，城巴亦開辦全新城巴機場快線A26，成為城巴首條服務安達臣道發展區的專營巴士路線。
安達臣道發展區初時一度沒有巴士或專綫小巴來往觀塘市中心，只能經行人天橋乘升降機到秀茂坪或四順乘車，或乘九巴213M或213S線到寶達邨或藍田站轉乘其他路線，總車資為該其他路線加$0.1。直到2019年，九巴開辦213B直達觀塘市中心，唯只於星期一至五上午繁忙時間服務。2021年3月8日，九巴把11X線由上秀茂坪延長至安泰（北），安達臣道發展區終有全日公共交通往返觀塘市中心。
| 有關安達臣道發展區新專線小巴路線的計劃 | 有關安達臣道發展區新專線小巴路線的計劃                             | 有關安達臣道發展區新專線小巴路線的計劃 | 有關安達臣道發展區新專線小巴路線的計劃 | 有關安達臣道發展區新專線小巴路線的計劃 | 有關安達臣道發展區新專線小巴路線的計劃 | 有關安達臣道發展區新專線小巴路線的計劃 |
| 路線                                   | 建議改動                                                           | 綑綁路線                               | 涉及區議會                             | 預計落實日期                           | 最終落實日期                           | 最終修訂                               |
| -------------------------------------- | ------------------------------------------------------------------ | -------------------------------------- | -------------------------------------- | -------------------------------------- | -------------------------------------- | -------------------------------------- |
| 89A                                    | 循環往來安達邨至佐敦谷北道，途經寶達邨、秀茂坪道、聯合醫院、振華道 |                                        | 觀塘                                   | 2015年第四季                           | 2016年5月29日                          | 不經基督教聯合醫院                     |
| 89B                                    | 循環往來安達邨至九龍灣，途經寶達邨、秀茂坪道、秀明道、觀塘繞道     |                                        | 觀塘                                   | 2015年第四季                           | 2016年8月21日                          |                                        |

| 有關安達臣道發展區新巴士路線的計劃 | 有關安達臣道發展區新巴士路線的計劃 | 有關安達臣道發展區新巴士路線的計劃 | 有關安達臣道發展區新巴士路線的計劃 | 有關安達臣道發展區新巴士路線的計劃 | 有關安達臣道發展區新巴士路線的計劃 | 有關安達臣道發展區新巴士路線的計劃 |
| 路線                               | 建議改動 | 綑綁路線                           | 涉及區議會                         | 預計落實日期                       | 最終落實日期                       | 最終修訂 |
| ---------------------------------- | --- | ---------------------------------- | ---------------------------------- | ---------------------------------- | ---------------------------------- | --- |
| 213D                               | 由13D加派車輛開辦此線，循環往來中秀茂坪至旺角，途經寶達邨、安達臣道發展區、彩雲邨、新蒲崗及九龍城，來回程不經大角咀、觀塘市中心及牛頭角，全程收費：$7.8                                                            | 13D                                | 觀塘 黃大仙 九龍城 油尖旺          | 2016年第一季                       | 2016年8月27日                      | 由彩雲聖若瑟小學前往中秀茂坪方向的分段收費由$6.1調低至$5.8                                                                                            |
| 213X                               | 由13X加派車輛開辦此線，循環往來安達臣道發展區至尖沙咀，途經秀茂坪道、樂華邨、牛頭角、啟祥道，來回程不經曉光街、啟業邨及麗晶花園，全程收費：$8.5                                                                    | 13X                                | 觀塘 九龍城 油尖旺                 | 2016年第一季                       | 2016年7月30日                      | 2017年8月13日配合安泰邨入伙延長至安泰（南） |
| 213M                               | 循環往來安達臣道發展區至藍田站，途經寶達邨、秀茂坪道及將軍澳道，全日服務 |                                    | 觀塘                               | 2015年第四季                       | 2016年6月4日                       | 2017年6月29日配合安泰邨入伙而延長，同時增設213S行走延長前走線，星期一至五早上繁忙時間服務                                                             |
| 613                                | 往來安達臣道發展區至筲箕灣，途經寶達邨、秀茂坪、康華苑、碧雲道、油塘、東區海底隧道、北角、鰂魚涌、太古及西灣河，早上及傍晚繁忙時間單向開出各兩班                                                                   |                                    | 觀塘 東區                          | 2016年第一季                       | 2017年4月18日                      | 改為全日服務，繁忙時段每12-15分鐘一班 改經高俊苑、高怡邨和鯉魚門廣場（與603線相同），不經高超道北段近佛教何金南中學 2017年7月15日配合安泰邨入伙而延長 |
| 88                                 | 往來中秀茂坪至大圍站，途經寶達邨、安達臣道發展區、彩雲邨、彩虹邨（龍翔道）、大老山隧道、沙瀝公路、沙田圍路、沙田市中心、美林邨及大圍，全日服務                                                                     |                                    | 觀塘 黃大仙 沙田                   | 2016年第三季                       | 2017年7月9日                       | 往大圍方向繞經安茵街順時針方向 往秀茂坪方向繞經沙田市中心總站                                                                                         |
| 214                                | 往來油塘至長沙灣（甘泉街），途經碧雲道、康華苑、寶達邨、安達臣道發展區、彩雲、龍翔道（彩虹邨、鑽石山、黃大仙、天馬苑、大窩坪）、南昌街（澤安邨、白田邨、石硤尾）、深水埗、荔枝角道（只限回程）及長沙灣道，全日服務 |                                    | 觀塘 黃大仙 深水埗                 | 2016年第一季                       | 2016年8月13日                      | |

## 註解
1. ↑  值得一提的是，根據2023年前的區議會選區劃界，部分安達邨屬於「秀茂坪中」選區[2]；而在2016-19年間，整個安達邨及安泰邨更屬於「寶達」選區，因此可視之為秀茂坪一部分；此外，在一些提及兩邨的新聞當中，均稱之為「秀茂坪安達/泰邨」[3]，更可證明安達臣道發展區域已併入秀茂坪。

## 外部連結
- 中原地圖：安達臣道的位置 （页面存档备份，存于）
- 安達臣道發展計劃工程環評網站 （页面存档备份，存于）
- 安達臣道發展計劃